# Frechilla (kommun)
Frechilla är en kommun i Spanien.   Den ligger i provinsen Provincia de Palencia och regionen Kastilien och Leon, i den norra delen av landet, 210 km norr om huvudstaden Madrid. Antalet invånare är 195. Arean är 34 kvadratkilometer. Frechilla gränsar till Fuentes de Nava.
Terrängen i Frechilla är platt.